# Acadiana
La Acadiana o país de los Cajunes (en inglés: Acadiana; en francés: L'Acadiane), oficialmente «The Heart of Acadiana», es el nombre que recibe la región estadounidense de Luisiana donde se concentra el mayor número de población francófona. De las 64 parroquias de Luisiana, 22 forman parte de la Acadiana, esto es casi una tercera parte, con una población de casi 1 400 000 habitantes.

Bandera de Acadiana diseñada en 1965 por Thomas J. Arceneaux, profesor de la Universidad de Luisiana en Lafayette; las flores de lis representan el pasado francés, la torre su vínculo con España y la estrella de oro a Santa María, nuestra señora de la Inmaculada Concepción.

## Población
Destaca su industria pesquera, turismo y agricultura (sobre todo arroz y caña de azúcar). La población dominante son cajunes, descendientes de exiliados acadianos de las actuales Provincias marítimas de Canadá, sobre todo de Nuevo Brunswick y Nueva Escocia. También hay una importante población amerindia, descendientes de esclavos negros y hubo una emigración alemana importante desde 1721, y más adelante del Sudeste Asiático (Laos, Vietnam y Camboya, entre otros).

## Geografía
No cuenta con grandes altitudes, sino con colinas. Se encuentra en las cuencas de los ríos Calcasieu, Atchafalaya y Misisipi y por definición consiste en todo lo que se halla entre el final del estado de Texas y el golfo de México.

### Parroquias de la Acadiana
- Acadia
- Ascension
- Assumption
- Avoyelles
- Calcasieu
- Cameron
- Evangeline
- Iberia
- Iberville
- Jefferson Davis
- Lafayette
- Lafourche
- Pointe Coupee
- Saint Charles
- St. James
- St. John the Baptist
- Saint Landry
- St. Mary
- Saint Martin
- Terrebonne
- West Baton Rouge
- Vermilion